# Kasteel Egmond
Kasteel Egmond of Slot op den Hoef is een voormalig kasteel (en stamslot van het Huis Egmont) gelegen in het hart van Egmond aan den Hoef in de gemeente Bergen, Noord-Holland. Bij het slot bevinden zich het bezoekerscentrum Huys Egmont en de Slotkapel.

## Geschiedenis
Toen Beerwout I van Egmont in 1129 aangesteld werd als plaatsvervanger van de Graaf van Holland versterkte hij zijn hoeve. Er brak daarop een strijd uit tussen de overste van de abdij van Egmond en de heer van Egmond. In 1130 is hier Allard van Egmond geboren. Tijdens de Loonse Oorlog werd dit huis in 1203 verwoest, en bouwde Wouter van Egmont ter plaatse een ringburcht met aan de zuidzijde een zware toren en schildmuur. Rond 1285 moet Willem II van Egmont het huis hebben uitgebreid met een voorburcht en waltorens. In 1573 hebben troepen van Diederik Sonoy het kasteel en de kapel in opdracht van Willem van Oranje in brand gestoken, omdat het kasteel niet in Spaanse handen mocht vallen. In de 18e eeuw kochten de Heren van Egmond het goed terug, en liet Jan van Egmond van Nijenburg twee torens restaureren. In 1798 werd het goed aan slopers verkocht. In de jaren dertig van de twintigste eeuw werden de resten teruggevonden in het moeras, deze resten zijn tegenwoordig nog te bezichtigen. Naast de resten van het slot ligt de slotkapel. In de slotgracht staat sinds 1997 een standbeeld van Lamoraal van Egmont, een kopie van de standbeelden op de Markt en aan het Egmontkasteel in de Oost-Vlaamse 'Egmontstad' Zottegem.
Het kasteel en de ruïne werden door verschillende kunstenaars vastgelegd in prenten en schilderijen. Gillis de Saen schilderde rond 1570 Het kasteel Egmond aan den Hoef, dit schilderij toont het leven rond het kasteel en bevindt zich in het stadhuis van Zottegem. 

## Galerij

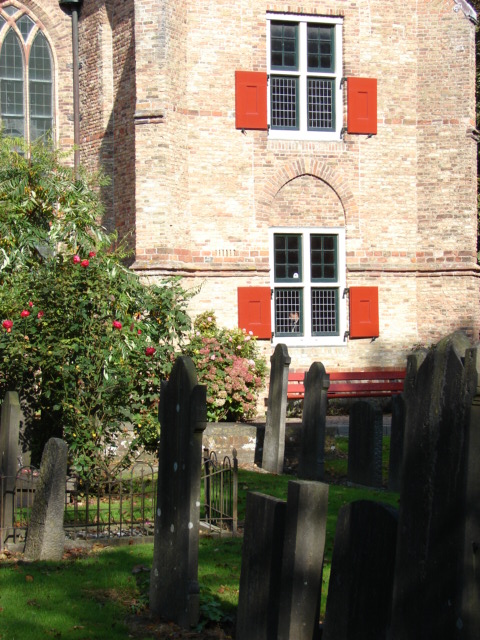
Slotkapel
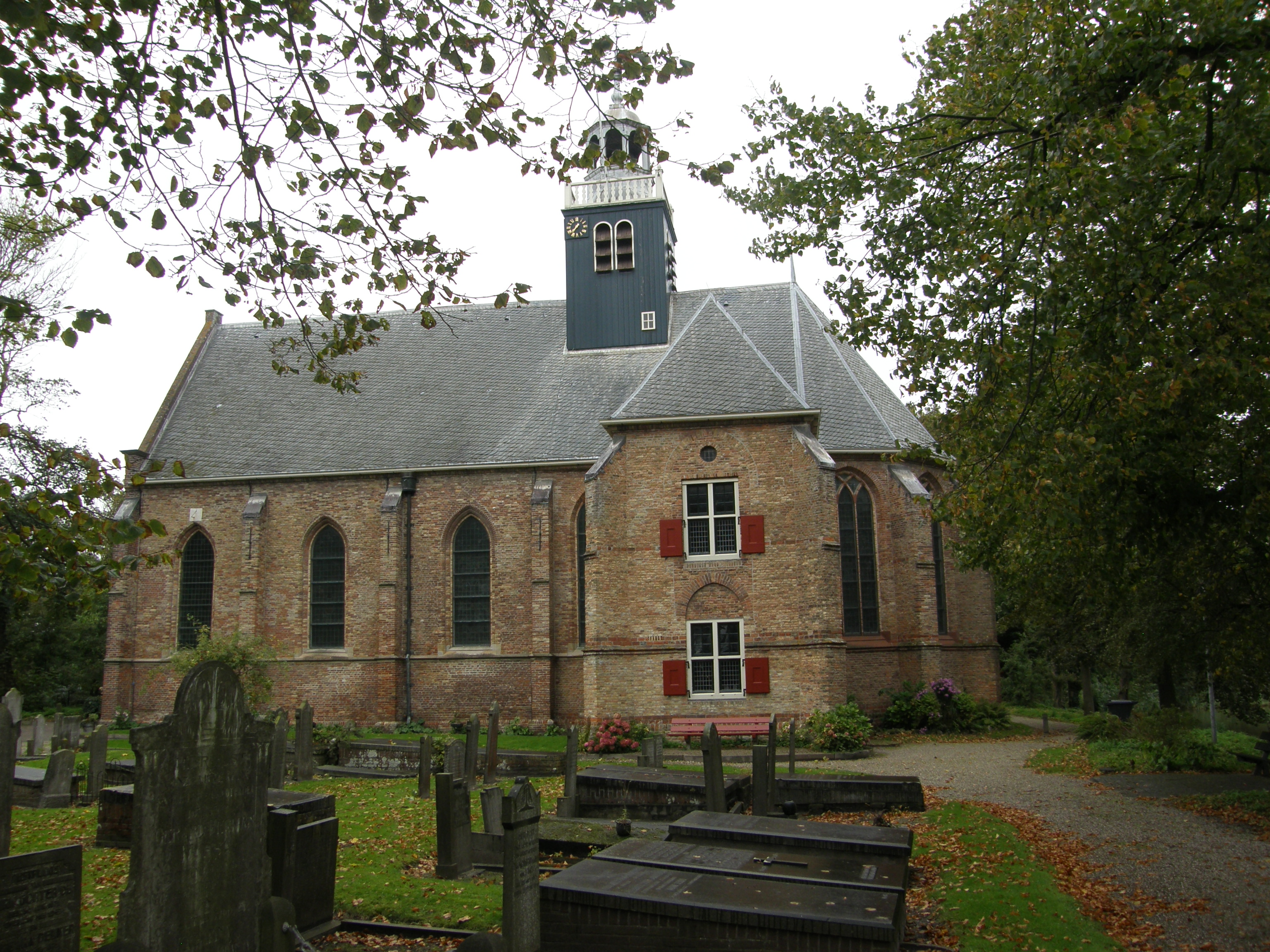
Slotkapel
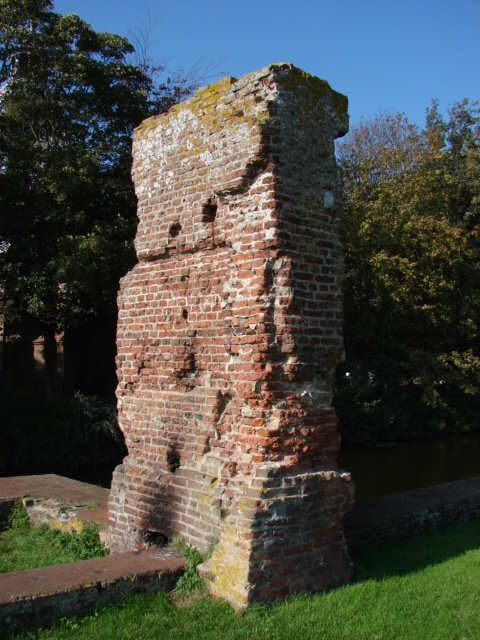
Muurresten
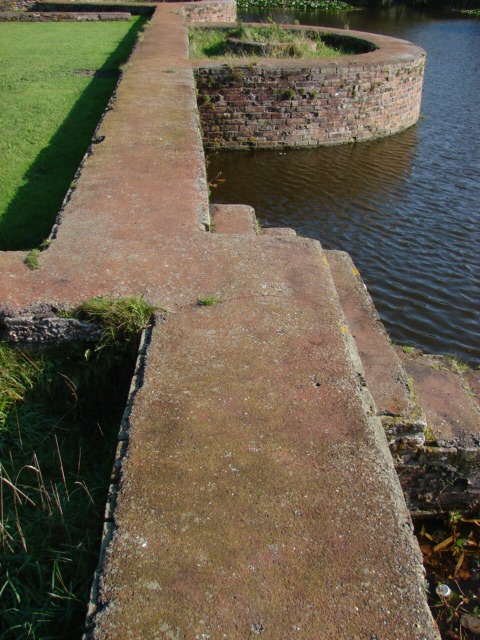
Fundamenten
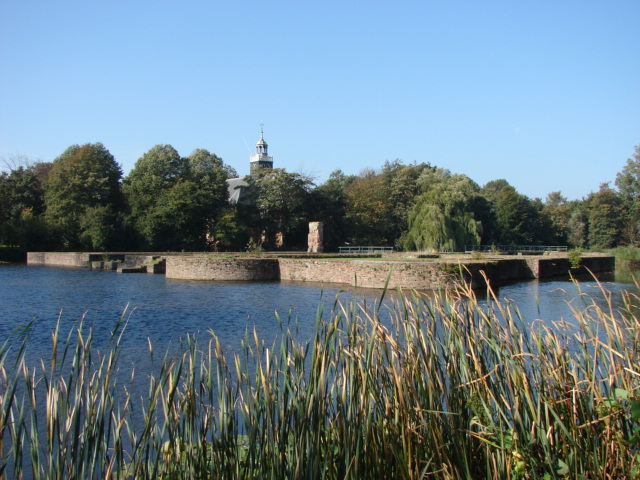
Uitzicht op de ruïne
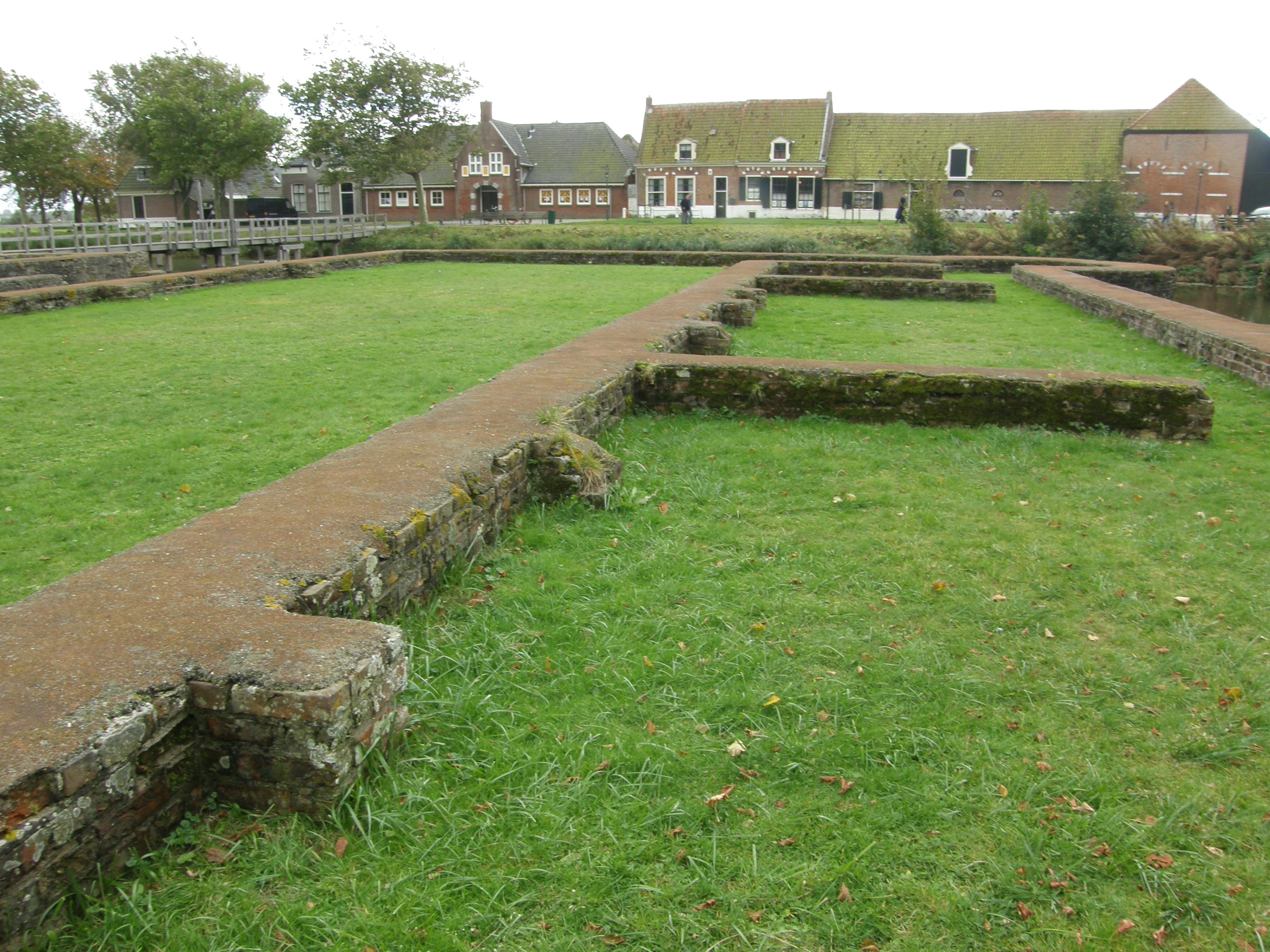
Uitzicht op de ruïne
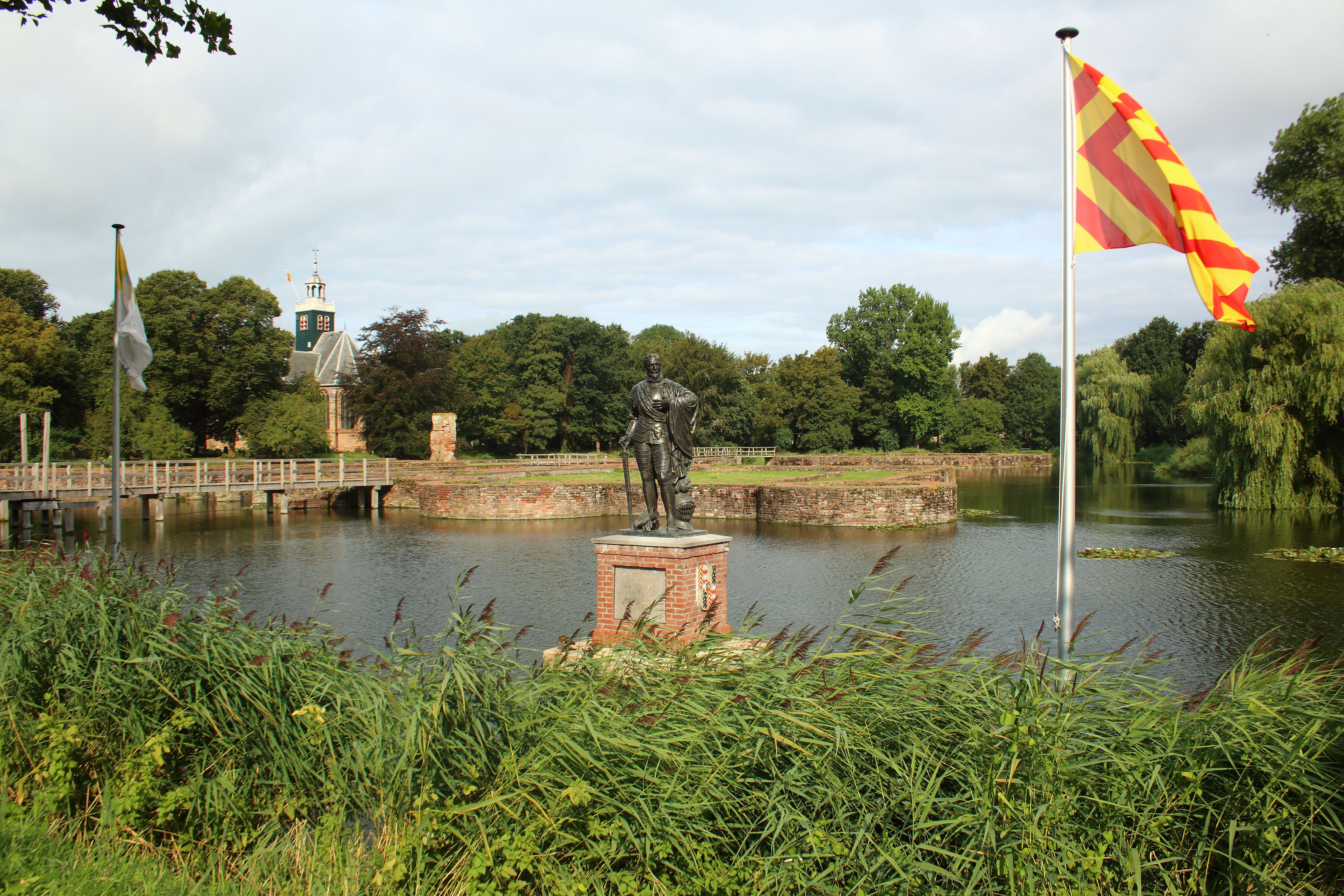
Standbeeld van Lamoraal van Egmont (een kopie van de standbeelden in Zottegem door Jan-Robert Calloigne)
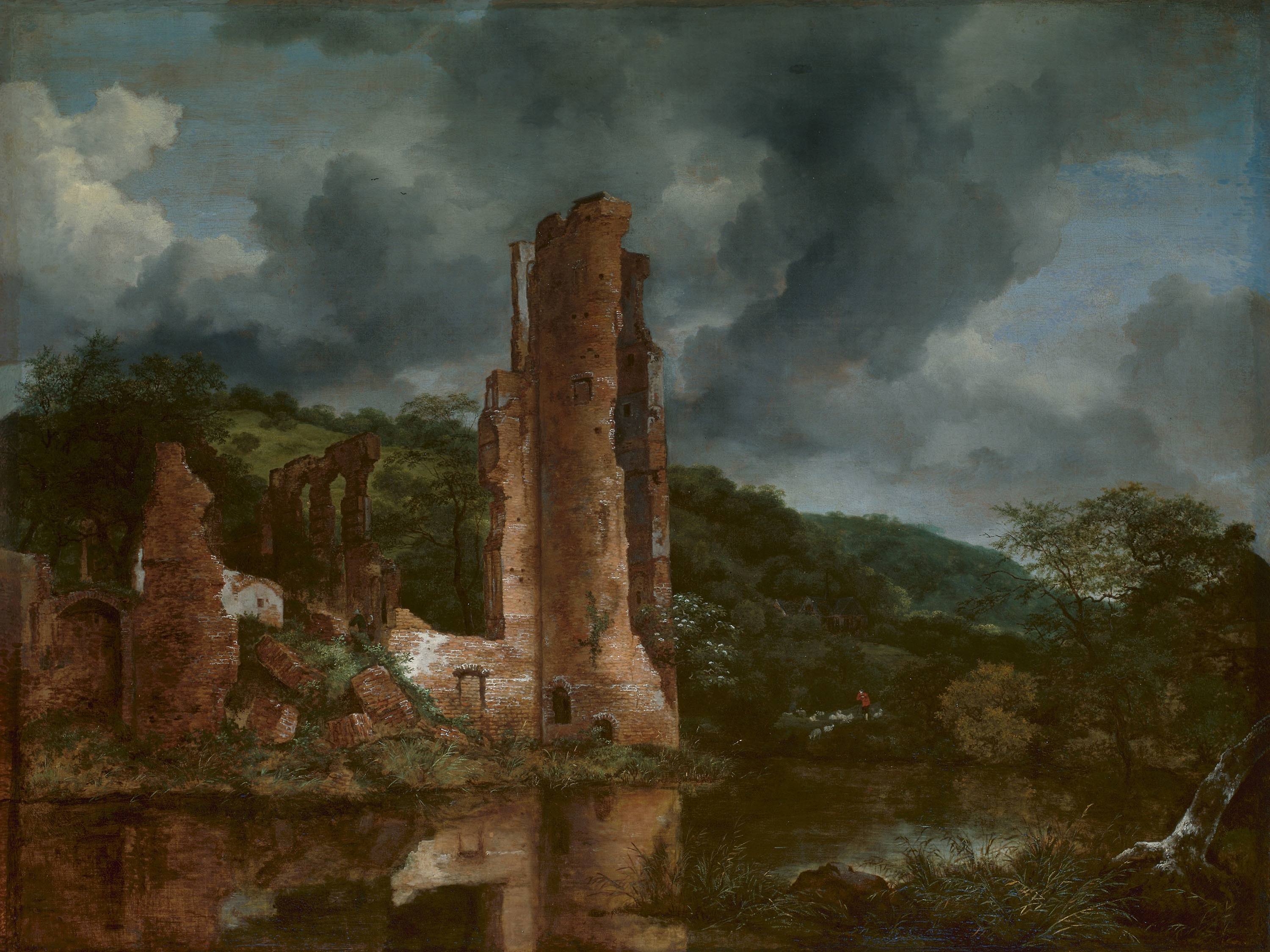
Ruïne, Jacob van Ruisdael
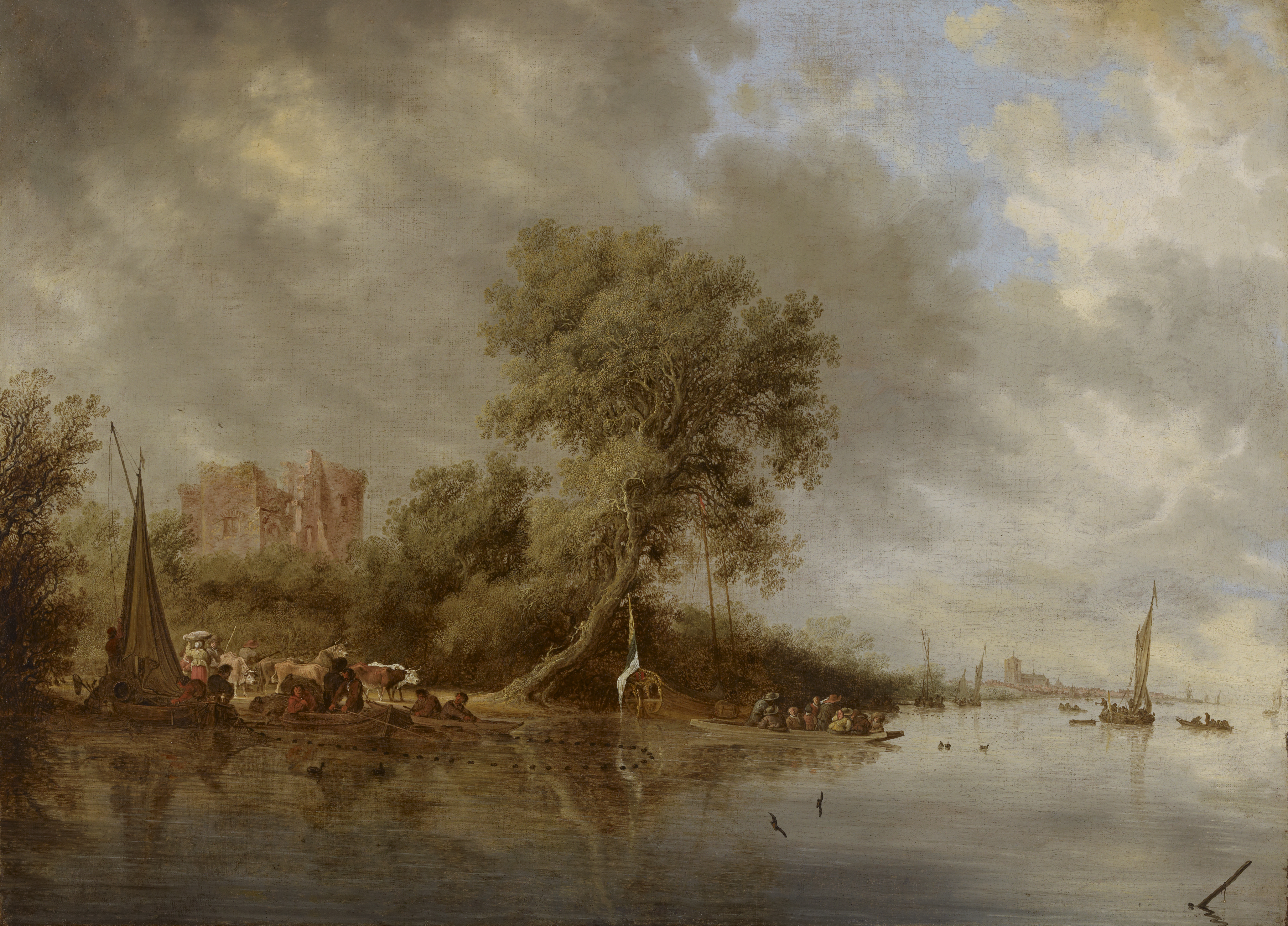
Ruïne kasteel Egmond 1641, Salomon van Ruysdael
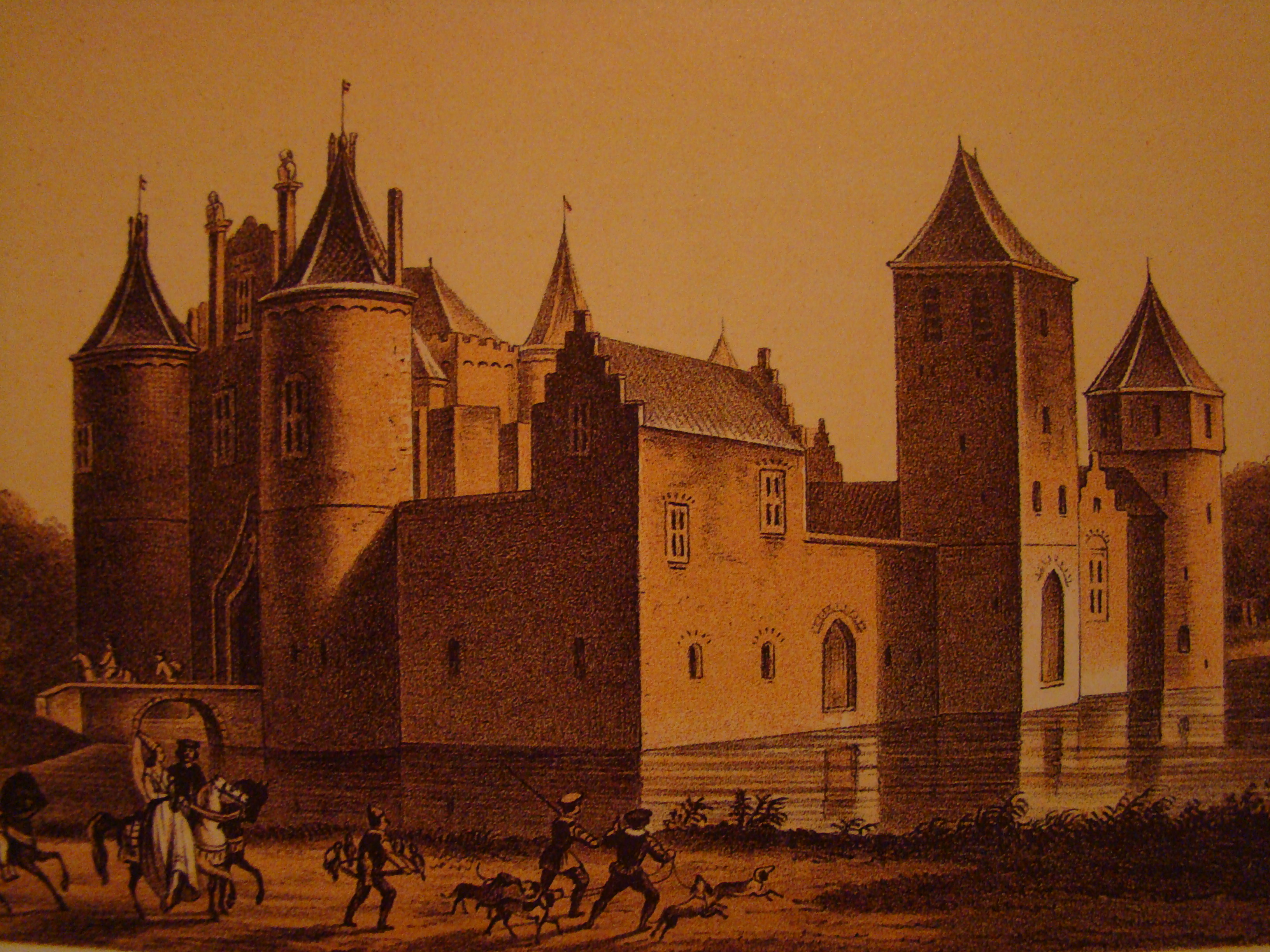
19e-eeuwse voorstelling
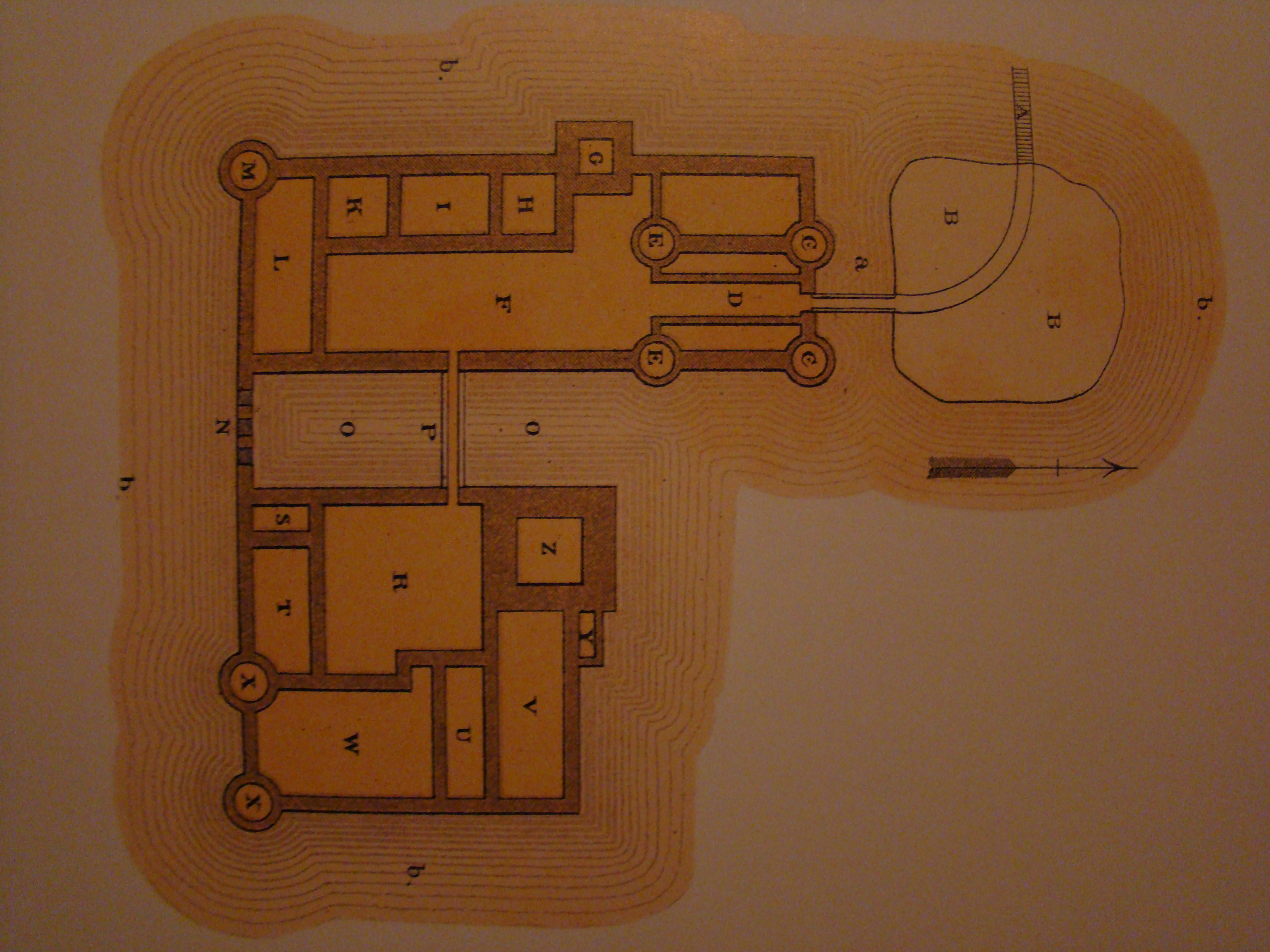
Plattegrond